# Scaptia neoconcolor
Scaptia neoconcolor är en tvåvingeart som beskrevs av M. Josephine Mackerras 1960. Scaptia neoconcolor ingår i släktet Scaptia och familjen bromsar. Inga underarter finns listade i Catalogue of Life.